# Dione di Siracusa
Dione (in greco antico: Δίων?, Díōn, in latino Dion; Siracusa, 408 a.C. – Siracusa, giugno 354 a.C.) è stato un filosofo e politico siceliota, tiranno di Siracusa dal 357 al 354 a.C.

## Dione nelle fonti antiche

### Dione nelleLettere di Platone
Le Lettere di Platone sono una testimonianza davvero rilevante e di grande importanza per stabilire i rapporti tra Dione, i due Dionisi e il filosofo ateniese.
Delle lettere di Platone (di incerta, se non dubbia attribuzione all'autore, ma comunque utili al fine di un'analisi storica), tre sono indirizzate a Dione (o ai suoi amici e familiari). Di queste una, la VII - la più importante in generale, perché consente di fare un'analisi anche su Platone stesso -  viene generalmente considerata autentica; essa è indirizzata ai familiari di Dione. L'VIII, sempre indirizzata ai familiari di Dione, viene da alcuni giudicata autentica, ma non incontra lo stesso consenso della VII.
Nella Lettera VII, Platone evoca Dione che lo rimprovera per la sua assenza nel momento cruciale della sua storia. Il filosofo ateniese non mostra quindi in questo documento solo un'ottima coerenza con se stesso; egli mostra di più, mostra il legame profondo che lo univa a Dione.
(Platone si recrimina per quel che sta succedendo a Siracusa; egli immagina un Dione rammaricato per la sua assenza sul campo. Lettera VII, 328e.)

### NelleVite paralleledi Plutarco

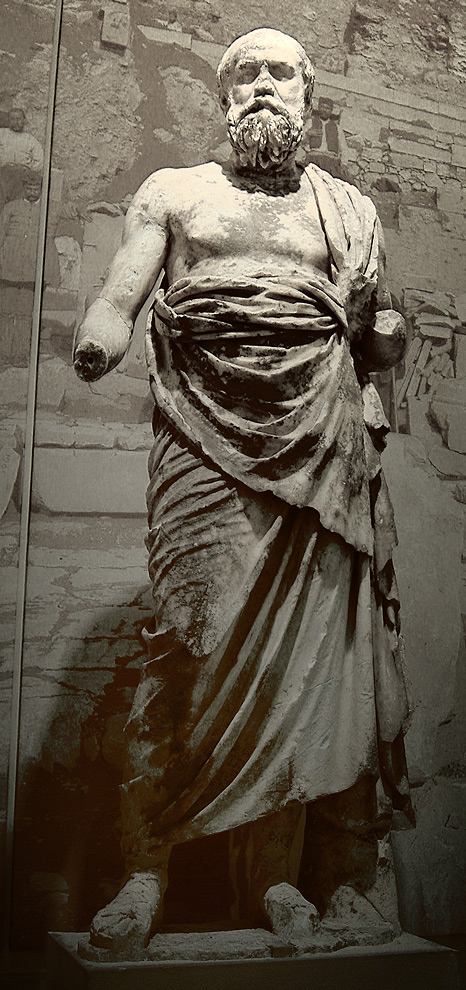
Plutarco, lo storico che scrisse la Vita di Dione in coppia con la Vita di Bruto e confrontò il personaggio con il corinzio che pose fine alla tirannide dionisiana; Vita di Timoleonte.

#### Il paragone tra Dione e Bruto
Il personaggio di Dione risulta essere molto studiato nelle fonti antiche. Plutarco lo ha incluso nella sua opera Vite parallele, paragonandolo e confrontandolo con Marco Giunio Bruto; romano oratore e filosofo, uno degli assassini di Giulio Cesare.
Dione era discepolo di Platone, frequentatore dell'Accademia, e Plutarco dice che anche Bruto venne cresciuto nella cultura dell'Accademia platonica. Per questo entrambi mostrarono gli effetti della dottrina platonica, la quale avversa la tirannia. La Vita di Dione esalta in un certo qual modo, oltre la figura del filosofo siracusano, anche e soprattutto quella di Platone, mentore dei suoi discepoli.
Il caso di Dione e di Bruto è per Plutarco di massima importanza nello stabilire come la fortuna possa aiutare o meno l'essere umano ad adempiere i suoi scopi. Dione e Bruto, pur animati da alti ideali, da nobili scopi (la liberazione dalla tirannide) non sono però aiutati dalla fortuna che invece è loro avversa. A tal punto che lo storico si domanda se «non debba essere accettata la teoria dell'esistenza di demoni malvagi che ostacolano le azioni umane».
(Plutarco, Vita di Dione, 2, 3.)

#### Paragone con Timoleonte
Il tema della fortuna riappare nella coppia Lucio Emilio Paolo Macedonico e Timoleonte; questi due però, a differenza di Bruto e Dione, sono assistiti dalla fortuna. Le loro azioni politiche vanno a buon fine. Il confronto è importante, poiché queste due coppie biografiche (Dione-Bruto e Emilio Paolo-Timoleonte) si sostiene siano state scritte nello stesso arco di tempo, e inoltre sono le uniche del Corpus Plutarcheum dedicate agli eventi della Sicilia.
Dione viene descritto a tinte più chiaroscure, mentre Timoleonte è descritto in maniera decisamente più positiva. Tuttavia tra i due «eroi» la stima di Plutarco va in forma maggiore a Dione; lo dimostrerebbero diversi particolari delle due biografie: la lunghezza della Vita di Dione rispetto a quella del corinzio, ed inoltre lo spessore filosofico che lo storico di Cheronea attribuisce al discepolo di Platone, vedendolo come «politico-filosofo».

## Biografia

### Le origini e i primi anni
Era figlio di Ipparino, un nobile cittadino siracusano e amico, consigliere del tiranno. Fu grazie all'alta posizione di suo padre che Dione poté ereditare il suo posto al fianco di Dionisio I.
Sua sorella, Aristomache, andò in sposa a Dionisio I, il quale la sposò contemporaneamente ad un'altra donna; Doride di Locri. Egli stesso, unito in parentela con il dinasta, sposò Arete, la figlia di Aristomache e Dionisio I.
Per il suo intelletto, per la sua filosofia, divenne un personaggio indispensabile alla corte di Dionisio I, e in seguito presso quella del figlio Dionisio II.

#### Dione e i medici di Dionisio
Cornelio Nepote in Dione e Plutarco in Vita di Dione narrano dell'incontro tra Dione e i medici che curavano il tiranno Dionisio I, ormai gravemente ammalato, chiedendo loro di parlargli apertamente qualora le condizioni del tiranno fossero peggiorate, perché egli doveva discutere con lui della divisione del regno e della successione dei figli della sorella Aristomache: Ipparino e Niseo, appartenenti al ramo siracusano della dinastia. Ma questi andarono a raccontare al giovane Dionisio II del delicato colloquio avuto con lo zio. A questo punto pare che il primogenito da parte del ramo locrese, appunto Dionisio II, abbia ordinato la morte del padre con un sonnifero. In questo modo Dione non avrebbe più potuto discutere della successione e non avrebbe messo in pericolo l'imminente ascesa di Dionisio II.
Questa versione corrisponderebbe con quella data da Giustino, secondo il quale Dionisio I sarebbe stato ucciso nel sonno.
Ma gli storici moderni sono concordi nel dire che Nepote e Plutarco devono avere usato come fonte Timeo di Tauromenio, storico antico noto per il suo odio verso la tirannide dionisiana. Dubitano per cui della veridicità di tale episodio.

#### Il problema della successione
La successione pareva infatti stabilita già da tempo. Nonostante Plutarco non citi Dionisio II come successore, il nome del giovane erede appare a chiare lettere nell'epigrafe ateniese decretata nell'estate del 368 a.C., dove si concedono onori a Dionisio e ai suoi due figli maschi del ramo locrese: Dionisio II ed Ermocrito. Non vengono invece nominati i due figli maschi del ramo siracusano. Inoltre furono i soldati stessi a eleggere Dionisio II riconoscendogli il ius naturae (diritto naturale) di regnare, sostenendo che il regno sarebbe stato più saldo nelle mani di un solo individuo. Come ulteriore prova dei disegni già prestabiliti da Dionisio I vi è la lettera, testimonianza postuma ai fatti, che Filippo II di Macedonia, padre di Alessandro Magno, avrebbe scritto nel 340 a.C. al consiglio di Atene promettendo loro che li avrebbe lasciato una parte geografica della Tracia solo se essi fossero riusciti a rimettere sul proprio trono il legittimo erede del governo di Siracusa, Dionisio II e la sua dinastia.
In quest'ottica dunque il discorso di Dione a favore della spartizione del potere tra i due rami, prediligendo quello siracusano, apparirebbe inutile, poiché tutto era stato già stabilito a suo tempo. E l'ambiguità che deriva da Plutarco sarebbe scaturita dalla fonte che egli ha utilizzato: Timonide di Lèucade, fedele compagno di Dione.
Tuttavia sembrerebbe proprio questo il momento in cui nasce l'attrito tra Dione e il giovane Dionisio II. Non è infatti improbabile che Dione abbia realmente tentato un colloquio con il morente tiranno per tutelare i diritti dei suoi nipoti, che all'epoca erano solo due bambini - e non per stravolgere la successione del ramo locrese - come effettivamente farà anche in seguito. L'episodio avrebbe urtato i sentimenti del nuovo tiranno, anche se appare non fondata la testimonianza di Nepote e Giustino secondo i quali Dionisio II all'inizio del suo regno progettava di uccidere gli zii materni (Dione, Megacle) e i suoi fratelli. Dione appare infatti al fianco del nuovo governo fin da subito, come fidato consigliere del giovane Dionisio, per cui l'attrito tra i due dovette cessare presto.

### Il legame con Platone
Dione era ammiratore e seguace di Platone, che era stato ospite presso la corte siracusana. Dal filosofo greco trasse molti insegnamenti che cercò prima di inculcare nella mente del cognato, poi in quella del successore Dionisio II, di cui divenne tutore nel 367 a.C. Il suo comportamento non piacque però né al sovrano né al filosofo Filisto, che lo esiliarono nel 366 a.C. in accordo con i cartaginesi.

### L'esilio e il comando

#### La vendita dei beni
Dione si rifugiò ad Atene, dove gli fu concesso un periodo di pace. Intanto, Platone giunto per la terza volta alla corte del tiranno cercò di farlo perdonare.
Stando al resoconto offerto dalla Lettera VII (345c-347e), il filosofo ateniese prese le difese del suo più caro discepolo, cercò di discolparlo dalle calunnie messe in giro sul suo conto e riferite al tiranno, ma Dionisio non cambiò idea e ordinò che da quel momento cessassero le spedizioni delle rendite a Dione; ciò provocò la profonda irritazione del filosofo. Per evitare quindi che Platone lasciasse Siracusa, come a quel punto era sua intenzione fare, Dionisio gli propose un accordo secondo il quale Dione avrebbe potuto ancora ricevere i propri beni e un giorno avrebbe potuto anche fare ritorno a Siracusa, a patto che la smettesse di tramare contro di lui. Platone sarebbe stato garante del patrimonio, poiché Dionisio si fidava del filosofo ma non dello zio e temeva che questi, una volta entrato in possesso dei propri ingenti beni, li avrebbe usati per armarsi e attaccarlo. Platone avrebbe riportato di sua mano le rendite a Dione, quando sarebbe salpato alla volta di Atene, all'incirca in un anno, in primavera. Il filosofo, se pur combattuto, accettò e rimase, ma Dionisio gli aveva mentito: quando venne la stagione del mare chiuso e quindi certo che Platone non potesse più andarsene, gli comunicò che solamente una parte delle rendite sarebbe stata restituita a Dione, mentre l'altra sarebbe rimasta nelle sue mani. Alle proteste di Platone, il patrimonio di Dione fu tutto venduto. L'Ateniese non replicò oltre, capì che sarebbe stato inutile farlo. Il loro rapporto si incrinò definitivamente. L'argomento "Dione" non venne più toccato dai due.
(Lettera VII,333d.)

#### La guerra civile

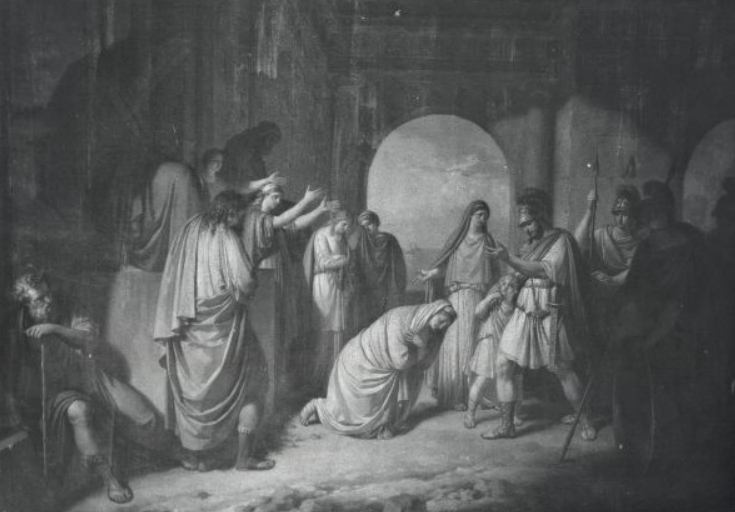
Dione entra nella Rocca che fu di Dionisio II e ritrova la sua famiglia tenuta lì prigioniera dal tiranno, Dipinto di Francesco Caucig

Nel 357 a.C. riunì un esercito di 1000 mercenari a Corinto e partì da Zante. Sbarcato ad Eraclea Minoa, raccolse adepti ad Agrigento, Gela, Camarina, Casmene e tra genti sicule e sicane, ed entrò a Siracusa con 20.000 uomini ricevuto da grandi manifestazioni di gioia. Si impadronì facilmente del potere in quanto Dionisio era in una delle neo-fondate colonie dell'Adriatico. Al suo ritorno, Dione lo sconfisse sul campo e lo costrinse all'esilio.
Quando cessò il conflitto bellico interno alla polis, Dione poté riabbracciare la sua famiglia e tornare a vivere a Siracusa. Ma il condottiero non era tranquillo, vedeva l'urgenza di dare un assetto nuovo e stabile alla politica siracusana. Voleva formare un governo mescolato di aristocrazia e popolo, sullo stampo di quello di Creta e di Sparta. Per questo motivo chiamò dei consiglieri dalla polis greca alleata Corinto, pensando che servisse gente "estranea al potere" del territorio aretuseo, vista la ancora troppo accesa diatriba tra chi preferiva il tiranno e chi voleva la democrazia. Nel frattempo accadde che Eraclide, uno dei comandanti che avevano guidato la ribellione della polis durante la guerra civile, essendo geloso della popolarità di Dione, complottò ancora una volta contro di lui, cercando di insinuare nel popolo il dubbio che Dione in realtà ambisse al posto di nuovo tiranno. Dione a questo punto, dopo averlo perdonato già diverse volte in passato, decise di non giustificarlo più e lasciò che i suoi nemici lo condannassero a morte.

### L'uccisione
L'ateniese Callippo, altro suo compagno di viaggio durante il suo esilio forzato in Grecia e suo soldato durante la presa di Siracusa, avendo bramosie di potere e poco valore morale, decise di tradire Dione e ordire un complotto contro di lui. Alcuni storici dicono che fosse stato pagato, quindi comprato, dagli amici di Eraclide, che volendo vendicare l'uccisione del loro capo, corruppero Callippo perché ammazzasse Dione. Ma, il prosieguo della storia, suggerisce che Callippo abbia piuttosto agito per egoismo e ambizione al potere. Dione venne sorpreso mentre era nella sua casa, sul suo letto che stava riposando. Callippo, che coinvolse altri soldati di Zacinto nella congiura, tentò con quegli uomini prima di strangolarlo, poi non riuscendoci lo pugnalarono e lo uccisero. Morì così uno dei personaggi più significativi della storia siracusana di questo periodo.